# Iry-Piye-qo
Iry-Piye-qo (auch Iryke-Piye-qo) war ein nubischer König.
Er ist nur in einer Inschrift des Sabrakamani erwähnt. Der Kontext der Inschrift ist unklar, da sie sehr zerstört ist, doch war Iry-Piye-qo vielleicht der Vorgänger von Sabrakamani. Iry-Piye-qo datiert wohl an den Beginn des 3. vorchristlichen Jahrhunderts.
Sein Name kann eventuell als Erzeugt von einem König übersetzt werden. Irike scheint auf meroitisch erzeugt von und Piye in Altkuschitisch König gelautet zu haben. Die Bedeutung des -qo, das so häufig in Namen vorkommt, bleibt ungewiss.
Dem Herrscher wurden versuchsweise verschiedene, ansonsten anonyme, Pyramiden beim Berg Barkal zugeordnet, doch sind diese Zuweisungen alle sehr vage.